# Dawro (zone)
Pour la langue dawro, voir gamo (langue).
La zone Dawro (ou Dawuro) est l'une des zones de la région Éthiopie du Sud-Ouest. La zone a 489 577 habitants en 2007. La plupart des habitants font partie de la communauté Dawro (en) et parlent le dawro.

## Géographie
- zone Dawro
- Omo
- Gojeb

La zone Dawro se trouve environ 450 km au sud-ouest d'Addis-Abeba et 200 km à l'est de Bonga à l'extrémité orientale de la région Éthiopie du Sud-Ouest.
Limitrophe de la région Oromia au nord, de la région Éthiopie du Centre au nord-est et de la région Éthiopie du Sud à l'est et au sud, elle n'est bordée dans la région Éthiopie du Sud-Ouest que par la zone Konta.
La limite nord de la zone suit approximativement le cours de la rivière Gojeb, un affluent de l'Omo. Le cours de l'Omo borde lui-même l'est et le sud de la zone jusqu'au confluent avec la rivière Zigina (en) à la limite de la zone Konta.
Les principales agglomérations sont Waka (en) et Tarcha situées sur la route Sodo-Chida vers 2 300 m et 1 300 m d'altitude,. 

## Histoire
Au XXe siècle le territoire de la future zone Dawro fait partie de l'awraja Kulo Konta de la province de Kaffa.
Lors de la réorganisation du pays en régions en 1995, ce même territoire n'est qu'une partie de la zone Semien Omo de la région des nations, nationalités et peuples du Sud.
La zone Dawro n'est créée qu'à la dissolution de la zone Semien Omo en 2000 avec Waka pour centre administratif[réf. souhaitée].
Elle rejoint la nouvelle région Éthiopie du Sud-Ouest en 2021.

## Woredas
La zone se compose de cinq woredas dès le début des années 2000 mais avec une composition où Gena Bosa est initialement moins étendu et où Loma Bosa s'étend vers le nord jusqu'à Tembaro et Boloso Bombe.
Du recensement national de 2007 aux années 2010, la zone Dawro est composée de cinq woredas,, :
- Gena Bosa ;
- Isara ;
- Loma ;
- Mareka ;
- Tocha.

Par contre plusieurs subdivisions ont lieu au début des années 2020. Les nouveaux woredas sont Zaba Gazo (détaché de Gena Bosa qui prend le nom de Gena), Disa et Gesa town (détachés de Loma), Mari Mansa, Tarcha town et Tarcha Zuria (détachés de Mareka) et Kachi (détaché de Tocha). Seul Isara conserve sa superficie d'origine.

## Démographie
D'après le recensement national de 2007 réalisé par l'Agence centrale de la statistique (Éthiopie), la zone Dawro compte 489 577 habitants et 7 % de la population est urbaine.
Le dawro est la langue maternelle pour 97 % des habitants de la zone, suivi par le hadiyya pour 1,3 % puis le wolaytta et l'amharique pour moins de 1 % des habitants, les communautés Dawro (en), Hadiya, Welaytas et Amharas sont représentées dans les mêmes proportions.
La majorité des habitants (58 %) sont protestants, 32 % sont orthodoxes, 5 % sont de religions traditionnelles africaines et 5 % sont catholiques.
Les principales agglomérations de la zone sont Waka (en) avec 9 908 habitants et Tarcha avec 9 080 habitants en 2007, suivies par Tocha Edget avec 4 348 habitants, Bale avec 4 030 habitants et Gesa avec 3 999 habitants.
| Woreda    | Population 2007 | Agglomérations,        |
| --------- | --------------- | ---------------------- |
| Gena Bosa | 86 565          | Kerawo                 |
| Isara     | 64 950          | Bale                   |
| Loma      | 109 192         | Gesa                   |
| Mareka    | 126 022         | Waka (en), Tarcha      |
| Tocha     | 102 848         | Tocha Edget, Alem Gena |

En 2022, la population de la zone est estimée à 685 175 personnes.
Avec 4 370 km2 de superficie, la zone aurait une densité de population d'environ 157 personnes par km2.